# مدرن دانمارکی
مدرن دانمارکی (به انگلیسی: Danish Modern) سبکی از مبلمان و لوازم خانۀ مینیمالیستی از دانمارک است که با جنبش طراحی دانمارکی مرتبط است. در دههٔ ۱۹۲۰ میلادی، کاره کلینت اصول مدرنیسم باوهاوس را در طراحی مبلمان پذیرفت و خطوط تمیز و خالصی را بر اساس درک صنایع دستی مبلمان کلاسیک همراه با تحقیقات دقیق در مورد مواد، نسبت‌ها و الزامات بدن انسان ایجاد کرد.
طراحانی مانند آرنه یاکوبسن و هنس وگنر به ایجاد یک صنعت مبلمان پر رونق از دههٔ ۱۹۴۰ تا ۱۹۶۰ میلادی کمک کردند. فین یول با اتخاذ تکنیک‌های تولید-انبوه و تمرکز بر فرم به جای عملکرد، به موفقیت این سبک کمک کرد. علاوه بر این، ظروف خانۀ دانمارکی مینیمالیستی مانند کارد و چنگال و سینی‌های چوب ساج و فولاد ضدزنگ و ظروف غذاخوری مانند آنهایی که در دانمارک برای طرح‌های بین‌المللی دانمارکی در سال‌های اولیۀ آن تولید می‌شدند، زیبایی مدرن دانمارکی را فراتر از مبلمان گسترش دادند.

## تاریخچه

### منشأ

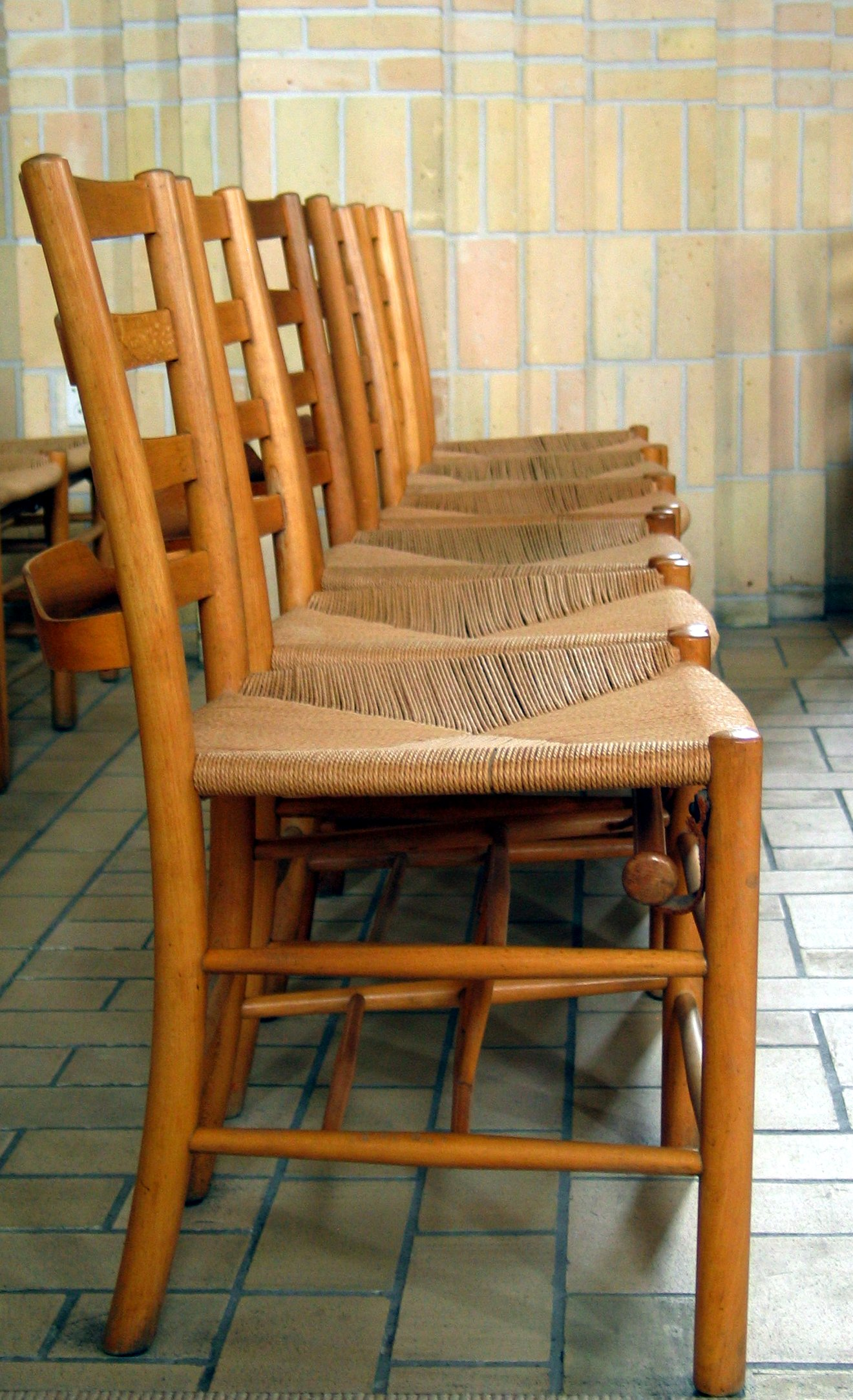
«صندلی کلیسا»، اثر: کاره کلینت، ۱۹۳۶ میلادی

بین دو جنگ جهانی، کاره کلینت تأثیر زیادی بر ساخت مبلمان دانمارکی گذاشت. او که به عنوان رئیس بخش مبلمان در دانشکدۀ معماری آکادمی سلطنتی هنرهای زیبای دانمارک منصوب شد، دانشجویان خود را تشویق کرد تا رویکردی تحلیلی داشته باشند و طراحی را با نیازهای امروزی تطبیق دهند. او با اتخاذ روند کارکردگرایانه کنار گذاشتن تزئینات به نفع فرم، گرما و زیبایی نهفته در کابینت‌سازی سنتی دانمارکی و همچنین صنایع دستی و مواد باکیفیت را حفظ کرد.
توسعۀ مبلمان مدرن دانمارکی مدیون همکاری معماران و کابینت‌سازان است. کابینت‌ساز ای. جی. ایورسن که با موفقیت مبلمانی از طرح‌های معمار، کای گوتلوب را در نمایشگاه بین‌المللی هنرهای صنعتی و تزئینی مدرن در سال ۱۹۲۵ میلادی در پاریس به نمایش گذاشته بود، در تقویت همکاری‌های بیشتر نقش اساسی داشت. در سال ۱۹۲۷ میلادی، با هدف تشویق نوآوری و برانگیختن علاقۀ عمومی، اصناف کابینت‌سازان دانمارک یک نمایشگاه مبلمان در کپنهاگ ترتیب داد که قرار بود تا سال ۱۹۶۷ میلادی هر ساله برگزار شود. این نمایشگاه همکاری بین کابینت سازان و طراحان را تقویت کرد و تعدادی از مشارکت‌های پایدار را ایجاد کرد؛ از جمله میان رودلف راسموسن و کاره کلینت، ای. جی. ایورسن و اوله وانشر، و ارهارد راسموسن و بورگه موگنسن. از سال ۱۹۳۳ میلادی، همکاری در نتیجۀ رقابت سالانه برای انواع جدید مبلمان، که هر سال قبل از نمایشگاه ترتیب داده می‌شد، تقویت شد.
در سال ۱۹۳۱ میلادی، یکی دیگر از نهادهای کلیدی در توسعۀ مدرن دانمارکی تشکیل شد؛ انجمن هنرها (به دانمارکی: Forening for Kunsthaandværk) یک مکان دائمی برای هنر و صنایع دستی به نام: دن پرمننته (به معنی: دائمی) تأسیس کرد.